# Axiocerses
Axiocerses är ett släkte av fjärilar. Axiocerses ingår i familjen juvelvingar.

## Dottertaxa tillAxiocerses, i alfabetisk ordning[1]
- Axiocerses almeida
- Axiocerses amanga
- Axiocerses argenteomaculata
- Axiocerses bambana
- Axiocerses baumi
- Axiocerses bistrigata
- Axiocerses borealis
- Axiocerses craesus
- Axiocerses croesus
- Axiocerses cruenta
- Axiocerses efulena
- Axiocerses eustorgia
- Axiocerses evadrus
- Axiocerses harpax
- Axiocerses hersaleki
- Axiocerses jacksoni
- Axiocerses joannisi
- Axiocerses kadugli
- Axiocerses maureli
- Axiocerses mendeche
- Axiocerses nycetus
- Axiocerses perion
- Axiocerses piscatoris
- Axiocerses punicea
- Axiocerses pyroeis
- Axiocerses styx
- Axiocerses thyra
- Axiocerses tjoane
- Axiocerses ugandana